# 菅沼元治
菅沼 元治（すがぬま もとじ、1919年2月27日 - 2007年11月21日）は日本の政治家。世田谷区議（2期）、世田谷区議会副議長、東京都議（8期）、第28代東京都議会議長を歴任した。戸籍名 管沼 元治

## 経歴
1919年2月27日、埼玉県に生まれる。高等小学校卒業。1959年から世田谷区議会議員を2期8年近く務める。この間、世田谷区議会副議長（1963年から1964年）を務めた。1967年4月15日、東京都議会議員補欠選挙に世田谷区選挙区から立候補し、初当選する。都議会では、衛生経済清掃委員会委員長（1972年から1973年）、各会計決算特別委員会委員長（1974年から1975年）、都議会自民党幹事長（1977年から1978年）、議会運営委員会委員長（1977年から1978年）、予算特別委員会委員長（1981年）を歴任した。1981年8月に第28代東京都議会議長に就任した。1982年からは全国都道府県議会議長会会長を務めた。1983年9月に議長を退任した。その後は、賀詞起草特別委員会委員長（1990年）、世界都市博覧会等に関する特別委員会委員長（1993年から1995年）を歴任した。1997年の選挙には立候補せず、引退。2007年11月21日に死去した。

## 栄典
- 1980年 - 藍綬褒章[1][2]
- 1996年 - 勲二等瑞宝章[1][2]